# Mletačka naredba o carini na dalmatinski izvoz
16. kolovoza 1422. odlukom mletačkog Senata, donesena je Naredba kojom se uvodi carina za svu robu koja se izvozi iz Dalmacije, a ne ide u Mletke
Ova Naredba je praktički ugušila izvozničku trgovinu u Dalmaciji.
Navedenom naredbom su svi dalmatinski trgovci, osim tamošnje carine, morali platiti i tu novu, posebnu carinu, za uopće smjeti izvoziti.
Ova odluka je izazvala veliki otpor u dalmatinskim gradovima, pa ju je mletački Senat brzo povukao.